# Bangun Sejati
Bangun Sejati is een bestuurslaag in het regentschap Mandailing Natal van de provincie Noord-Sumatra, Indonesië. Bangun Sejati telt 396 inwoners (volkstelling 2010).